# Alen Stevanović
Alen Stevanović (serbisch-kyrillisch Ален Стевановић; * 7. Januar 1991 in Zürich, Schweiz) ist ein serbischer Fußballspieler.

## Leben
Als Kind serbischer Einwanderer wurde Stevanović 1991 in Zürich geboren. Seine Eltern gingen wegen des Krieges in Jugoslawien in die Schweiz, ehe sie 1995 wieder nach Serbien zurückkehrten. Stevanović verbrachte seine Kindheit in Novi Beograd, einem Stadtbezirk von Belgrad. Dort wuchs er bei seiner Großmutter und seinem Onkel auf. 1998 fing er beim Lokalverein FK Radnički Belgrad an, Fußball zu spielen. Ungefähr neun Jahre blieb er dem Verein treu. 2003 pausierte Stevanović sechs Monate, weil er bei einem Unfall mit einem Krankenwagen seine Hand gebrochen hatte.

## Karriere
1998 fing er bei Radnički Belgrad an, wo er bis 2007 blieb. Dort durchlief er alle Jugendabteilungen. Im Sommer 2008 wechselte Stevanović zu Radnički Obrenovac, wo der technisch versierte Spielmacher auch internationale Scouts auf sich aufmerksam machte. Im Februar 2009 unterschrieb Stevanović einen Vertrag für dreieinhalb Jahre beim italienischen Meister Inter Mailand. Vorläufig war Stevanović außerhalb der Stadt, in einem Inter-Camp untergebracht. Vor seinem Debüt im Profiteam spielte er in der Jugendliga Primavera. Am 8. Januar 2010 spielte Stevanović erstmals in der Serie A, der höchsten italienischen Spielklasse. Gegen den AC Siena wurde er in der 67. Minute für Thiago Motta unter José Mourinho eingewechselt. Mit Inter Mailand wurde er 2010 Champions-League-Sieger.
Im Juli 2010 wechselte er zum FC Turin, die ihn im Austausch für Simone Benedetti, der zum italienischen Serienmeister Inter Mailand transferiert wurde. Inter Mailand und Torino besaßen je 50 % der Transferrechte. 2013 zog es ihn dann zum Zweitligisten US Palermo.

## Erfolge/Titel
(Quelle: )
Inter Mailand
- Italienischer Pokalsieger: 2009/10
- Italienischer Meister: 2009/10
- Champions-League-Sieger: 2009/10

FC Toronto
- Kanadischer Pokalsieger: 2011

US Palermo
- Italienischer Zweitligameister: 2013/14

FK Radnički Belgrad
- Serbischer Pokalsieger: 2015/16, 2016/17
- Serbischer Meister: 2016/17

Shonan Bellmare
- Japanischer Zweitligameister: 2017